# 千岛湖啤酒
杭州千岛湖啤酒有限公司，（简称千岛湖啤酒），是中国啤酒品牌之一，

## 历史
前身是1987年成立的淳安县千岛湖啤酒厂，1998年改制后成立有限公司。2005年坪山工厂建成，2007年向麒麟啤酒转让25%的股权，作价3亿人民币，双方成立合资公司。2022年成为杭州亚运会官方指定啤酒。

## 产品
- 原浆系列
- 精酿系列
- 经典系列